# Aiserac
Aiserac (en francès Eyzerac) és un municipi francès situat al departament de la Dordonya i a la regió de la Nova Aquitània.

## Demografia
| 1962                                       | 1968 | 1975 | 1982 | 1990 | 1999 | 2007 |
| ------------------------------------------ | ---- | ---- | ---- | ---- | ---- | ---- |
| 462                                        | 432  | 422  | 430  | 493  | 510  | 562  |
| Des de 1962: població sense dobles comptes |      |      |      |      |      |      |

## Administració
| Període   | Identitat       | Partit |
| --------- | --------------- | ------ |
| 1935-1944 | Aubin Bost      |        |
| 1944-1961 | Georges Antoine |        |
| 1961-1995 | Marcel Bost     |        |
| 1995-     | Yves Puivif     |        |